# Poliopogon maitai
Poliopogon maitai är en svampdjursart som beskrevs av Konstantin R. Tabachnick 1988. Poliopogon maitai ingår i släktet Poliopogon och familjen Pheronematidae.
Artens utbredningsområde är havet kring Mikronesien. Inga underarter finns listade i Catalogue of Life.